# Доммартен-ле-Туль
Доммарте́н-ле-Туль (фр. Dommartin-lès-Toul) — коммуна во французском департаменте Мёрт и Мозель региона Лотарингия. Относится к  кантону Туль-Нор.	

## География

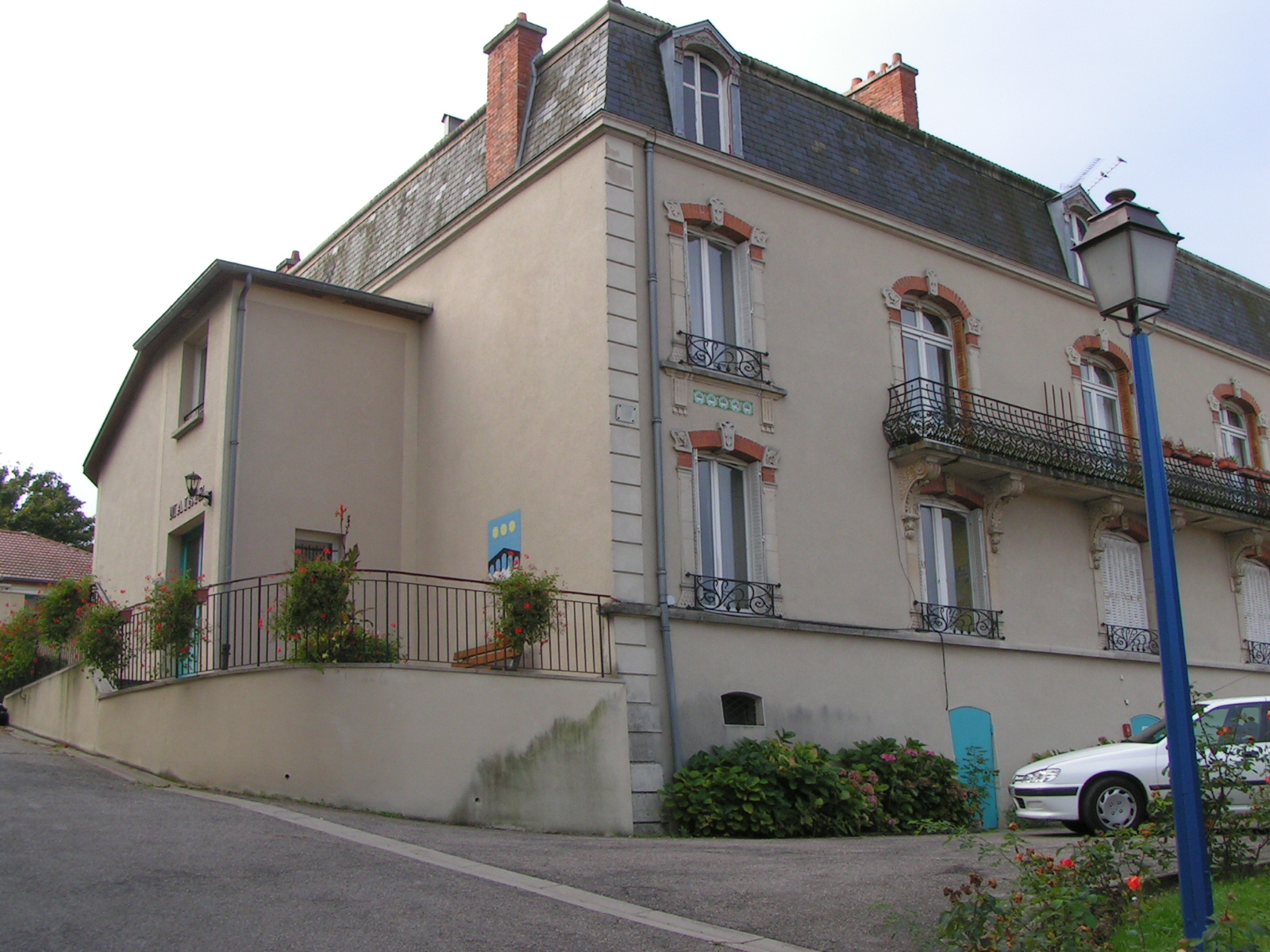
Мэрия.

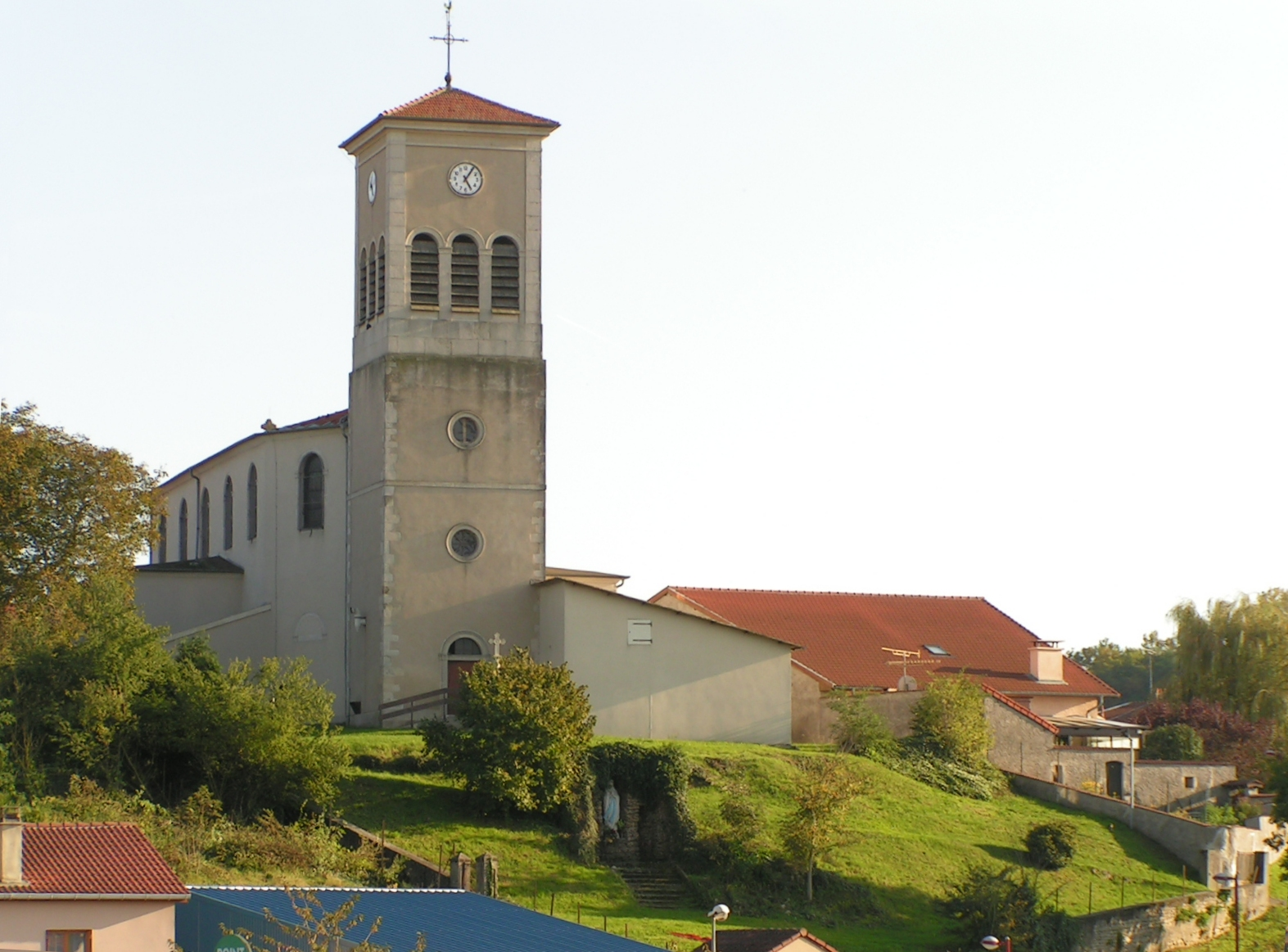
Церковь.

Доммартен-ле-Туль является юго-восточным пригородом Туля, расположен в 55 км к югу от Меца и в 21 км к западу от Нанси. Соседние коммуны: Гондревиль на востоке, Вилле-ле-Сек, Пьер-ла-Треш на юго-востоке, Шодне-сюр-Мозель на юге, Домжермен на юго-западе, Шолуа-Мерилло на западе, Туль и Экрув на северо-западе.

## История
- Впервые Доммартен упоминается в 894 году. Находился во владениях графа де Туль. Жители занимались выращиванием пшеницы и виноградарством.

## Демография
Население коммуны на 2010 год составляло 2024 человека.
| 1962 | 1968 | 1975 | 1982 | 1990 | 1999 | 2010 |
| ---- | ---- | ---- | ---- | ---- | ---- | ---- |
| 1081 | 1004 | 1218 | 1714 | 1639 | 1643 | 2024 |

## Достопримечательности
- Руины древнигреческой виллы в местечке Ансьян-Куван ( (фр.) Ancien Couvent).
- Замок графов де Фонтенуа.